# Manuel Villalobos
Manuel Arturo Villalobos Salvo (Iquique, Región de Tarapacá, Chile, 15 de octubre de 1980) es un exfutbolista chileno. Jugaba de delantero y su último equipo fue el Santiago Wanderers de la Primera B de Chile. 
Es actualmente el goleador histórico de Deportes Iquique con ochenta y dos goles convertidos en las diferentes competencias que jugó con los dragones y a su vez también lo fue en Ñublense hasta ser superado por Sebastián Varas. 
También ha logrado convertirse en un referente del ataque en el fútbol chileno con grandes campañas en Universidad de Chile y Huachipato recibiendo de ahí su apodo de "Villagol".
A nivel de selecciones destaca su participación en la Selección de fútbol sub-17 de Chile que jugó la Copa Mundial de Fútbol de 1997 de la categoría ya que sería por muchos años la última en jugar una de estas competencias.

## Trayectoria
Nació en Iquique y a los 10 años se trasladó a Santiago para integrarse a las divisiones inferiores de Colo-Colo debutando en el primer equipo en la segunda rueda de 1998 teniendo esporádicas apariciones durante aquel torneo y en el siguiente además de la Copa Libertadores 1999.
Debido a su poca continuidad con los albos partiría a préstamo a Fernández Vial donde convertiría su primer gol como profesional frente a Deportes Temuco el 2 de abril del 2000 donde lograría un doblete, finalmente con los aurinegros sería el segundo goleador de la Primera B de Chile 2000. Su buen desempeño lo llevaría a jugar por O'Higgins en la Primera División donde no tendría el rendimiento esperado por lo que regresaría a la segunda categoría del fútbol chileno para jugar por Deportes Talcahuano durante seis meses; en donde tendría una actuación regular. 
Queda con el pase en su poder y regresa a su tierra natal teniendo su primer paso por Deportes Iquique jugando en la Primera B de Chile 2002, donde sería el goleador del equipo con veinte goles, pero eso no ayudaría a que su equipo evitara el descenso a la Tercera División. Con la pérdida de categoría de su club nuevamente quedaría libre pero esta vez probaría suerte en el extranjero fichando por el Sport Clube Os Dragões Sandinenses, filial del FC Oporto, permaneciendo solo seis meses en Portugal.
A mediados de 2003 tras su paso por Europa; vuelve a Chile para jugar por Deportes Arica, archirrival del club de su ciudad,  teniendo una pobre actuación por lo que jugaría solo un semestre y en Deportes Copiapó,donde tuvo muy poca eficacia, hasta que en 2005 llegaría a Ñublense donde se consolidaría futbolísticamente jugando durante dos temporadas a gran nivel en la segunda categoría del fútbol chileno logrando así en 2006 el ascenso a la Primera División.                                       
Ya de regreso en la división de honor se transformaría en goleador histórico del club en el profesionalismo anotando 44 goles, varios destacados como "el gol que no pudo hacer Pelé", alusión hecha a la jugada del futbolista brasileño luego de burlar habilidosamente al portero Ladislao Mazurkiewicz fallando en el toque final en la Copa Mundial de Fútbol de 1970. Finalizaría la temporada 2007 como referente y capitán además quedando como sub-goleador del Clausura junto a Pedro Morales y Cristián Canío con trece goles, solo siendo superado por Carlos Villanueva, máximo goleador de la temporada.    
Sus buenas campañas en Ñublense llamarían la atención de la Universidad de Chile que comparía su pase por US100.000, firmando así un contrato por dos años. En la séptima fecha del Torneo de Apertura 2008 donde convirtió 13 goles; en un partido disputado ante Cobreloa en Calama, comienza a consolidarse en la delantera haciendo dupla con Marcelo Salas para luego, un bajo rendimiento del plantel hizo opacar sus buenas actuaciones. La mala racha terminaría en el Superclásico del fútbol chileno, del 12 de abril, en el que tras un pase de Emilio Hernández, anotó un gol que terminó con una racha de cinco partidos sin victorias ante su archirrival. En el Clausura perdió la titularidad por el buen rendimiento de Raúl Estévez, volviendo al banco de suplentes y convirtiendo solo 2 goles. En el Torneo Apertura 2009, con la llegada del entrenador Sergio Markarián, no fue titular, pero por la idea del técnico de rotar jugadores debido a la participación del equipo en Copa Libertadores, pudiendo jugar más partidos anotando siete goles en liga, dos anotados en la copa, en doce participaciones como titular y algunos minutos ingresando desde el banco. Finalmente el equipo se consagraría campeón del torneo chileno. El segundo semestre, con el debut de José Basualdo como técnico, fue titular durante en el Torneo de Clausura teniendo gran participación, además de ser importante en el partido de ida por los cuartos de final de la Copa Sudamericana ante Fluminense.
Finalizado su contrato con los universitarios, en 2010, ficha por Huachipato donde en su primer partido convierte un gol ante San Luis, seguiría repetiendo sus buenas actuaciones hasta ser un jugador importante,además de transformarse en un referente ofensivo del equipo; tuvo su mejor momento al convertir un gol en la final del Torneo Clausura 2012 frente a Unión Española que forzó una definición a penales, en la cual se coronarían campeones por lo que es recordado con mucho cariño por la hinchada acerera.                                                                                                 
El 28 de diciembre de 2012 es anunciado como nuevo refuerzo de Deportes Iquique de cara a la Copa Libertadores 2013 re-debutando por los dragones en esta competencia el día 22 de enero de 2013 frente al Club León de México. Anotaría su primer gol en su regreso el 3 de febrero de 2013 contra Cobreloa partido que terminaría 4-1 a favor de los loínos. Ya en la siguiente temporada destacaría en la obtención de la Copa Chile 2013/14, jugando en la final frente a su ex club, Huachipato, donde convertiría el primer gol del partido a los cuatro minutos de juego en un partido que terminaría a favor por tres goles contra uno, el 11 de enero de 2015 en un partido frente a Colo-Colo por el Clausura 2015 convierte un gol en el minuto 92” con el cual se convierte en el goleador histórico de Deportes Iquique. Hasta el Transición 2017  llegó a sumar ochenta y dos goles; además es el máximo anotador en copas internacionales por los dragones dentro de las cuatro que pudo jugar.
A fines de 2017 debido a su edad la dirigencia de Deportes Iquique decide no renovarle contrato ofreciéndole un puesto en las divisiones inferiores del club a lo cual rechazaría para quedar como jugador libre, así fichando al cierre del libro de pases de la Primera B 2018 por el Santiago Wanderers,  tuvo poca participación convirtiendo  solo un gol por el club en la Copa Chile 2018.
Se retira del fútbol a los 38 años el 28 de marzo de 2019, en febrero de 2022 comienza a desempeñarse como técnico en las divisiones menores de Deportes Iquique.

## Selección nacional
Fue parte de la Selección de fútbol sub-17 de Chile que disputó el Campeonato Sudamericano Sub-17 de 1997 donde su equipo clasificaría al mundial de la categoría, llegando a jugar esta competencia el mismo año. En el Mundial Sub-17 jugaría tres partidos ingresando durante los segundos tiempos y anotando un gol frente a la Selección de fútbol sub-17 de Egipto en un partido que finalizaría en empate por un tanto.Logró ser parte de la Selección de fútbol sub-20 de Chile en partidos amistosos pero nunca llegó a jugar partidos oficiales.
Su última participación a nivel de selecciones sería con la Selección de fútbol de Chile donde sería parte de un combinado local para jugar dos amistosos, logra debutar frente a Haití el 19 de enero de 2013, jugando los últimos nueve minutos del partido.                                                                                                       

### Participaciones en Copas del Mundo
| Mundial                | Sede   | Resultado    | Partidos | Goles |
| ---------------------- | ------ | ------------ | -------- | ----- |
| Mundial Sub-17 de 1997 | Egipto | Primera fase | 3        | 1     |

### Partidos internacionales
| 1     | 19 de enero de 2013 | Estadio Municipal Alcaldesa Ester Roa Rebolledo, Concepción, Chile | Chile | 3-0 | Haití |  |  | Jorge Sampaoli | Amistoso |
| Total | Presencias          | 1                                                                  | Goles | 0   |       |  |  |                |          |

| Selección chilena | Selección chilena | Selección chilena |
| Año               | Partidos          | Goles             |
| ----------------- | ----------------- | ----------------- |
| 2013              | 1                 | 0                 |
| Total             | 1                 | 0                 |

## Estadísticas

### Clubes
| Club                            | Div.          | Temporada     | Liga  | Liga  | Liga   | Copas nacionales | Copas nacionales | Copas nacionales | Torneos internacionales | Torneos internacionales | Torneos internacionales | Total | Total | Total  | Media goleadora |
| Club                            | Div.          | Temporada     | Part. | Goles | Asist. | Part.            | Goles            | Asist.           | Part.                   | Goles                   | Asist.                  | Part. | Goles | Asist. | Media goleadora |
| ------------------------------- | ------------- | ------------- | ----- | ----- | ------ | ---------------- | ---------------- | ---------------- | ----------------------- | ----------------------- | ----------------------- | ----- | ----- | ------ | --------------- |
| Colo-Colo · Chile               | 1.ª           | 1998          | 6     | 0     | 0      | —                | —                | —                | —                       | —                       | —                       | 6     | 0     | 0      | 0,00            |
| Colo-Colo · Chile               | 1.ª           | 1999          | 5     | 0     | 0      | —                | —                | —                | 2                       | 0                       | 0                       | 7     | 0     | 0      | 0,00            |
| Colo-Colo · Chile               | Total club    | Total club    | 11    | 0     | 0      | 0                | 0                | 0                | 2                       | 0                       | 0                       | 13    | 0     | 0      | 0,00            |
| Fernández Vial · Chile          | 2.ª           | 2000          | 25    | 11    | 7      | —                | —                | —                | —                       | —                       | —                       | 25    | 11    | 7      | 0,44            |
| Fernández Vial · Chile          | Total club    | Total club    | 25    | 11    | 7      | 0                | 0                | 0                | 0                       | 0                       | 0                       | 25    | 11    | 7      | 0,44            |
| O'Higgins · Chile               | 1.ª           | 2001          | 8     | 0     | 0      | —                | —                | —                | —                       | —                       | —                       | 8     | 0     | 0      | 0,00            |
| O'Higgins · Chile               | Total club    | Total club    | 8     | 0     | 0      | 0                | 0                | 0                | 0                       | 0                       | 0                       | 8     | 0     | 0      | 0,00            |
| Deportes Talcahuano · Chile     | 2.ª           | 2001          | 17    | 7     | 5      | —                | —                | —                | —                       | —                       | —                       | 17    | 7     | 5      | 0,41            |
| Deportes Talcahuano · Chile     | Total club    | Total club    | 17    | 7     | 5      | 0                | 0                | 0                | 0                       | 0                       | 0                       | 17    | 7     | 5      | 0,41            |
| Deportes Iquique · Chile        | 2.ª           | 2002          | 31    | 20    | 8      | —                | —                | —                | —                       | —                       | —                       | 31    | 20    | 8      | 0,64            |
| SC Dragões Sandinenses Portugal | 3.ª           | 2003          | 10    | 2     | 1      | —                | —                | —                | —                       | —                       | —                       | 10    | 2     | 1      | 0,20            |
| SC Dragões Sandinenses Portugal | Total club    | Total club    | 10    | 2     | 1      | 0                | 0                | 0                | 0                       | 0                       | 0                       | 10    | 2     | 1      | 0,20            |
| Deportes Arica · Chile          | 2.ª           | 2003          | 14    | 3     | 3      | —                | —                | —                | —                       | —                       | —                       | 14    | 3     | 3      | 0,21            |
| Deportes Arica · Chile          | Total club    | Total club    | 14    | 3     | 3      | 0                | 0                | 0                | 0                       | 0                       | 0                       | 14    | 3     | 3      | 0,21            |
| Deportes Copiapó · Chile        | 2.ª           | 2004          | 18    | 4     | 2      | —                | —                | —                | —                       | —                       | —                       | 18    | 4     | 2      | 0,22            |
| Deportes Copiapó · Chile        | Total club    | Total club    | 18    | 4     | 2      | 0                | 0                | 0                | 0                       | 0                       | 0                       | 18    | 4     | 2      | 0,22            |
| Ñublense · Chile                | 2.ª           | 2005          | 33    | 14    | 6      | —                | —                | —                | —                       | —                       | —                       | 33    | 14    | 6      | 0,42            |
| Ñublense · Chile                | 2.ª           | 2006          | 30    | 11    | 9      | —                | —                | —                | —                       | —                       | —                       | 30    | 11    | 9      | 0,37            |
| Ñublense · Chile                | 1.ª           | 2007          | 40    | 20    | 8      | —                | —                | —                | —                       | —                       | —                       | 40    | 20    | 8      | 0,50            |
| Ñublense · Chile                | Total club    | Total club    | 103   | 45    | 23     | 0                | 0                | 0                | 0                       | 0                       | 0                       | 103   | 45    | 23     | 0,44            |
| Universidad de Chile · Chile    | 1.ª           | 2008          | 37    | 15    | 10     | 1                | 0                | 0                | —                       | —                       | —                       | 38    | 15    | 10     | 0,40            |
| Universidad de Chile · Chile    | 1.ª           | 2009          | 33    | 12    | 4      | 2                | 1                | 0                | 11                      | 2                       | 1                       | 46    | 15    | 5      | 0,33            |
| Universidad de Chile · Chile    | Total club    | Total club    | 70    | 27    | 14     | 3                | 1                | 0                | 11                      | 2                       | 1                       | 84    | 30    | 15     | 0,36            |
| Huachipato · Chile              | 1.ª           | 2010          | 33    | 13    | 6      | 6                | 5                | 5                | —                       | —                       | —                       | 39    | 18    | 11     | 0,46            |
| Huachipato · Chile              | 1.ª           | 2011          | 27    | 12    | 6      | 7                | 4                | 2                | —                       | —                       | —                       | 34    | 16    | 8      | 0,47            |
| Huachipato · Chile              | 1.ª           | 2012          | 38    | 13    | 6      | 5                | 1                | 1                | —                       | —                       | —                       | 43    | 14    | 7      | 0,33            |
| Huachipato · Chile              | Total club    | Total club    | 98    | 38    | 18     | 18               | 10               | 8                | 0                       | 0                       | 0                       | 116   | 48    | 26     | 0,41            |
| Deportes Iquique · Chile        | 1.ª           | 2013          | 16    | 6     | 2      | —                | —                | —                | —                       | —                       | —                       | 16    | 6     | 2      | 0,38            |
| Deportes Iquique · Chile        | 1.ª           | 2013-14       | 34    | 13    | 6      | 16               | 4                | 5                | 7                       | 4                       | 0                       | 57    | 21    | 11     | 0,37            |
| Deportes Iquique · Chile        | 1.ª           | 2014-15       | 31    | 14    | 14     | 5                | 3                | 1                | 1                       | 0                       | 0                       | 37    | 17    | 15     | 0,46            |
| Deportes Iquique · Chile        | 1.ª           | 2015-16       | 21    | 9     | 3      | 9                | 6                | 1                | —                       | —                       | —                       | 30    | 15    | 4      | 0,50            |
| Deportes Iquique · Chile        | 1.ª           | 2016-17       | 17    | 2     | 0      | 3                | 0                | 1                | 4                       | 1                       | 0                       | 24    | 3     | 1      | 0,13            |
| Deportes Iquique · Chile        | 1.ª           | 2017          | 10    | 2     | 0      | 2                | 0                | 0                | 1                       | 1                       | 0                       | 13    | 3     | 0      | 0,23            |
| Deportes Iquique · Chile        | Total club    | Total club    | 160   | 65    | 33     | 35               | 13               | 8                | 13                      | 6                       | 0                       | 208   | 84    | 41     | 0,40            |
| Santiago Wanderers · Chile      | 2.ª           | 2018          | 10    | 0     | 3      | 3                | 1                | 1                | —                       | —                       | —                       | 13    | 1     | 4      | 0,08            |
| Santiago Wanderers · Chile      | Total club    | Total club    | 10    | 0     | 3      | 3                | 1                | 1                | 0                       | 0                       | 0                       | 13    | 1     | 4      | 0,08            |
| Total carrera                   | Total carrera | Total carrera | 544   | 202   | 109    | 59               | 25               | 17               | 26                      | 8                       | 1                       | 629   | 235   | 127    | 0,37            |
| 1. 2. 3.                        |               |               |       |       |        |                  |                  |                  |                         |                         |                         |       |       |        |                 |

### Selecciones
| Selección      | Temporada     | Amistosos | Amistosos | Amistosos | Sudamérica | Sudamérica | Sudamérica | Mundial | Mundial | Mundial | Total | Total | Total  | Media goleadora |
| Selección      | Temporada     | Part.     | Goles     | Asist.    | Part.      | Goles      | Asist.     | Part.   | Goles   | Asist.  | Part. | Goles | Asist. | Media goleadora |
| -------------- | ------------- | --------- | --------- | --------- | ---------- | ---------- | ---------- | ------- | ------- | ------- | ----- | ----- | ------ | --------------- |
| Sub-17 · Chile | 1997          | 2         | 1         | 0         | —          | —          | —          | 3       | 1       | 1       | 5     | 2     | 1      | 0,40            |
| Sub-17 · Chile | Total         | 2         | 1         | 0         | 0          | 0          | 0          | 3       | 1       | 1       | 5     | 2     | 1      | 0,40            |
| Adulta · Chile | 2013          | 1         | 0         | 0         | —          | —          | —          | —       | —       | —       | 1     | 0     | 0      | 0,00            |
| Adulta · Chile | Total         | 1         | 0         | 0         | 0          | 0          | 0          | 0       | 0       | 0       | 1     | 0     | 0      | 0,00            |
| Total carrera  | Total carrera | 3         | 1         | 0         | 0          | 0          | 0          | 3       | 1       | 1       | 6     | 2     | 1      | 0,33            |

### Resumen estadístico
| Competición           | Partidos | Goles | Promedio | Asistencias | Promedio | Goles y asistencias | Promedio |
| --------------------- | -------- | ----- | -------- | ----------- | -------- | ------------------- | -------- |
| Primera División      | 356      | 131   | 0,37     | 65          | 0,18     | 196                 | 0,55     |
| Segunda División      | 178      | 69    | 0,39     | 43          | 0,24     | 112                 | 0,63     |
| Tercera División      | 10       | 2     | 0,20     | 1           | 0,10     | 3                   | 0,30     |
| Copas nacionales      | 59       | 25    | 0,42     | 17          | 0,29     | 42                  | 0,71     |
| Copas internacionales | 26       | 8     | 0,31     | 1           | 0,04     | 9                   | 0,35     |
| Selección adulta      | 1        | 0     | 0,00     | 0           | 0,00     | 0                   | 0,00     |
| Selección sub-17      | 5        | 2     | 0,40     | 1           | 0,20     | 3                   | 0,60     |
| Total                 | 635      | 237   | 0,37     | 128         | 0,20     | 365                 | 0,58     |

### Tripletes
| 1 | 8 de agosto de 2010   | CAP, Talcahuano              | Huachipato - Santiago Wanderers         |  | 3 - 2 | Primera División de Chile 2010 |
| 2 | 23 de febrero de 2014 | Tierra de Campeones, Iquique | Deportes Iquique - Deportes Antofagasta |  | 3 - 2 | Clausura 2014                  |
| 3 | 9 de marzo de 2014    | Tierra de Campeones, Iquique | Deportes Iquique - Cobreloa             |  | 5 - 2 | Clausura 2014                  |

## Palmarés

### Campeonatos nacionales
| Título           | Club                 | País  | Año     |
| ---------------- | -------------------- | ----- | ------- |
| Primera División | Colo-Colo            | Chile | 1998    |
| Primera División | Universidad de Chile | Chile | 2009-A  |
| Primera División | Huachipato           | Chile | 2012-C  |
| Copa Chile       | Deportes Iquique     | Chile | 2013/14 |

### Distinciones individuales
| Distinción                       | Año  |
| -------------------------------- | ---- |
| «Ciudadano destacado» de Iquique | 2009 |